# Constance Sibille
Constance Sibille (* 9. November 1990) ist eine ehemalige französische Tennisspielerin.

## Karriere
Sibille, die den Hartplatz bevorzugt, begann mit acht Jahren das Tennisspielen. Sie spielt vorrangig Turniere des ITF Women’s Circuit, auf denen sie fünf Titel im Einzel und einen im Doppel gewinnen konnte. Ihr erstes ITF-Turnier bestritt sie im Juli 2006 in Le Touquet, ihr erstes Finale erreichte sie bereits bei ihrem zweiten Turnier im September 2006 in Limoges. Ende 2006 wurde sie erstmals in der Einzelweltrangliste geführt.
2012 erreichte sie das erste Mal ein Halbfinale bei einem $75.000-Turnier. In Barnstaple verlor sie gegen Annika Beck mit 3:6 und 1:6.
2013 erreichte sie das Halbfinale beim Open 88 in Contrexéville, in dem sie Timea Bacsinszky mit 1:6 und 1:6 unterlag.
2014 ging sie das erste Mal auf der WTA Tour an den Start, kam aber bei den Turnieren in Monterrey und Marrakesch nicht über die Qualifikation hinaus. Für die French Open erhielt sie 2014 eine Wildcard für das Damendoppel, unterlag aber mit Partnerin Irina Ramialison bereits in der ersten Runde. In der Qualifikation zum Dameneinzel unterlag sie Anett Kontaveit ebenfalls bereits in Runde eins. Mit Halbfinalteilnahmen bei den beiden $25.000-Turnieren in Essen und in Montpellier im Juni erreichte sie Anfang Juli 2014 mit Platz 265 ihre bislang beste Weltranglistenposition im Einzel. Im Juli erreichte sie außerdem noch das Viertelfinale bei den Schönbusch Open 2014.
Bei den French Open erhielt sie 2015 zusammen mit Ramialison wiederum eine Wildcard für die Doppelkonkurrenz, in der die beiden erneut in der ersten Runde scheiterten.
In der deutschen Bundesliga spielte Constance Sibille 2014 für den Zweitligisten BASF TC Ludwigshafen.

## Turniersiege

### Einzel
| Nr. | Datum             | Turnier        | Kategorie   | Belag             | Finalgegnerin        | Ergebnis |
| --- | ----------------- | -------------- | ----------- | ----------------- | -------------------- | -------- |
| 1.  | 22. November 2009 | Équeurdreville | ITF $10.000 | Hartplatz (Halle) | Annika Beck          | 6:4, 6:2 |
| 2.  | 11. Juli 2010     | Brüssel        | ITF $10.000 | Sand              | Katharina Negrin     | 6:2, 6:1 |
| 3.  | 7. August 2011    | Rebecq         | ITF $10.000 | Sand              | Martina Gledatschewa | 6:3, 6:1 |
| 4.  | 7. September 2014 | Bol            | ITF $10.000 | Sand              | Iva Mekovec          | 6:4, 6:4 |
| 5.  | 7. Oktober 2018   | Monastir       | ITF $15.000 | Hartplatz         | Silvia Njirić        | 6:4, 6:4 |

### Doppel
| Nr. | Datum             | Turnier        | Kategorie   | Belag             | Partnerin        | Finalgegnerinnen            | Ergebnis |
| --- | ----------------- | -------------- | ----------- | ----------------- | ---------------- | --------------------------- | -------- |
| 1.  | 21. November 2009 | Équeurdreville | ITF $10.000 | Hartplatz (Halle) | Elixane Lechemia | Eliza Kostowa Kinnie Laisné | 6:4, 6:3 |